# Helen Hunt
Helen Elizabeth Hunt (sinh ngày 15 tháng 6 năm 1963) là một nữ diễn viên, đạo diễn phim và người viết kịch bản người Mỹ. Cô đóng vai chính trong hài kịch tình thế Mad About You 7 năm, trước khi diễn trong phim hài lãng mạn As Good As It Gets, nhờ đó cô đoạt Giải Oscar cho nữ diễn viên chính xuất sắc nhất. Một số phim khác ở Hollywood của cô, trong đó có Twister, Cast Away, What Women Want và Pay It Forward. Cô bắt đầu làm đạo diễn từ năm 2008 với phim Then She Found Me.

## Thời niên thiếu
Hunt sinh tại Culver City, California, Hoa Kỳ, là con gái của Jane Elizabeth (nhũ danh Novis), một người chụp hình, và Gordon Hunt, một đạo diễn phim và huấn luyện viên diễn xuất. Chú của cô, Peter H. Hunt, cũng là một đạo diễn, và bà ngoại của cô, Dorothy Fries (nhũ danh Anderson) là huấn luyện viên giọng. Hunt có gốc gác Do Thái (từ bà nội) và là tín đồ Phong trào Giám lý. Cô sống một phần thời niên thiếu ở thành phố New York và sau đó theo học trường Đại học California tại Los Angeles.

## Sự nghiệp
Hunt bắt đầu làm nữ diễn viên thiếu niên trong thập niên 1970. Các vai đầu tiên của cô gồm vai con gái của Murray Slaughter trong phim The Mary Tyler Moore Show, cùng với Lindsay Wagner trong một tập của phim The Bionic Woman, cùng một vai thường trong loạt phim truyền hình nhiều tập The Swiss Family Robinson. Cô xuất hiện trong vai một bạn cùng lớp nghiện cần sa trong một tập của loạt phim truyền hình The Facts of Life. Cô cũng xuất hiện trong vai một phụ nữ trẻ, vì uống thuốc gây hưng phấn PCP, đã nhảy ra khỏi cửa sổ ở tầng nhì trong một loạt phim truyền hình After Shool Special (1982) gọi là Desperate Lives (một cảnh trong đó cô giễu cợt trong show độc thoại, truyền tại chỗ đêm thứ Bảy trong năm 1994). Giữa thập niên 1980, cô có vai diễn định kỳ trong St. Elsewhere là vai Clancy Williams, bạn gái của Dr. Jack "Boomer" Morrison. Cô vẫn nổi tiếng về một trong các vai diễn đầu tiên là vai Jennie trong Bill: On His Own, cùng đóng vai chính với Mickey Rooney.
Trong thập niên 1990, sau vai nữ chính trong phim My Life and Times tồn tại không lâu, Hunt trở nên nổi tiếng với khán giả truyền hình trong Mad About You, đoạt giải Emmy các năm 1996, 1997, 1998, và 1999. Hunt cũng có sự nghiệp điện ảnh thành công với các vai trong các phim như Cast Away và phim được quảng cáo mạnh Twister.
Năm 1998 Hunt đoạt Giải Oscar cho nữ diễn viên chính xuất sắc nhất cho vai Carol Connelly, một phụ nữ hầu bàn và người mẹ đơn độc, thấy mình yêu Melvin Udall, một người viết tiểu thuyết lãng mạn bị chứng rối loạn ám ảnh cưỡng chế, do tài tử Jack Nicholson thủ diễn trong phim As Good as It Gets. Sau khi đoạt giải Oscar, cô nghỉ diễn xuất phim nhiều năm để đóng vai Viola trong vở Twelfth Night của Shakespeare diễn tại Lincoln Center ở thành phố New York.
Năm 2000, Hunt trở lại điện ảnh trong 4 phim: Dr. T & the Women với Richard Gere, Pay It Forward với Kevin Spacey và Haley Joel Osment, What Women Want với Mel Gibson, và Cast Away với Tom Hanks. Năm 2003, cô trở lại Broadway trong vở Life x 3 của Yasmina Reza. Hunt cũng là ứng cử viên cuối cùng cho vai "Clarice Starling" trong phim Hannibal, sau khi Jodie Foster quyết định không diễn lại vai đoạt giải Oscar của nàng từ phim The Silence of the Lambs. Tuy nhiên, Hunt mất vai này vào tay Julianne Moore vào phút chót. Năm 2006, Hunt xuất hiện trong một vai nhỏ ở phim Bobby.
Làm đạo diễn, Hunt đã đạo diễn nhiều tập của Mad About You, kể cả các loạt phim kết thúc. Phim màn ảnh lớn mà cô bắt đầu đạo diễn là phim Then She Found Me, trong đó cô cũng đóng vai chính.
Hiện nay, cô làm chủ một hãng sản xuất phim Connie Tavel, Hunt/Tavel Productions thuộcSony Pictures Entertainment.

## Đời tư
Hunt cặp bồ với nam diễn viên Hank Azaria 5 năm, rồi kết hôn với anh ta từ năm 1999 tới năm 2000. Sau đó cô hẹn hò trong thời gian ngắn với diễn viên Kevin Spacey năm 2000.
Cô cũng có quan hệ với Matthew Carnahan từ năm 2001 và họ có một con gái, Makena Lei Gordon Carnahan, sinh năm 2004.

## Phim mục và Giải thưởng

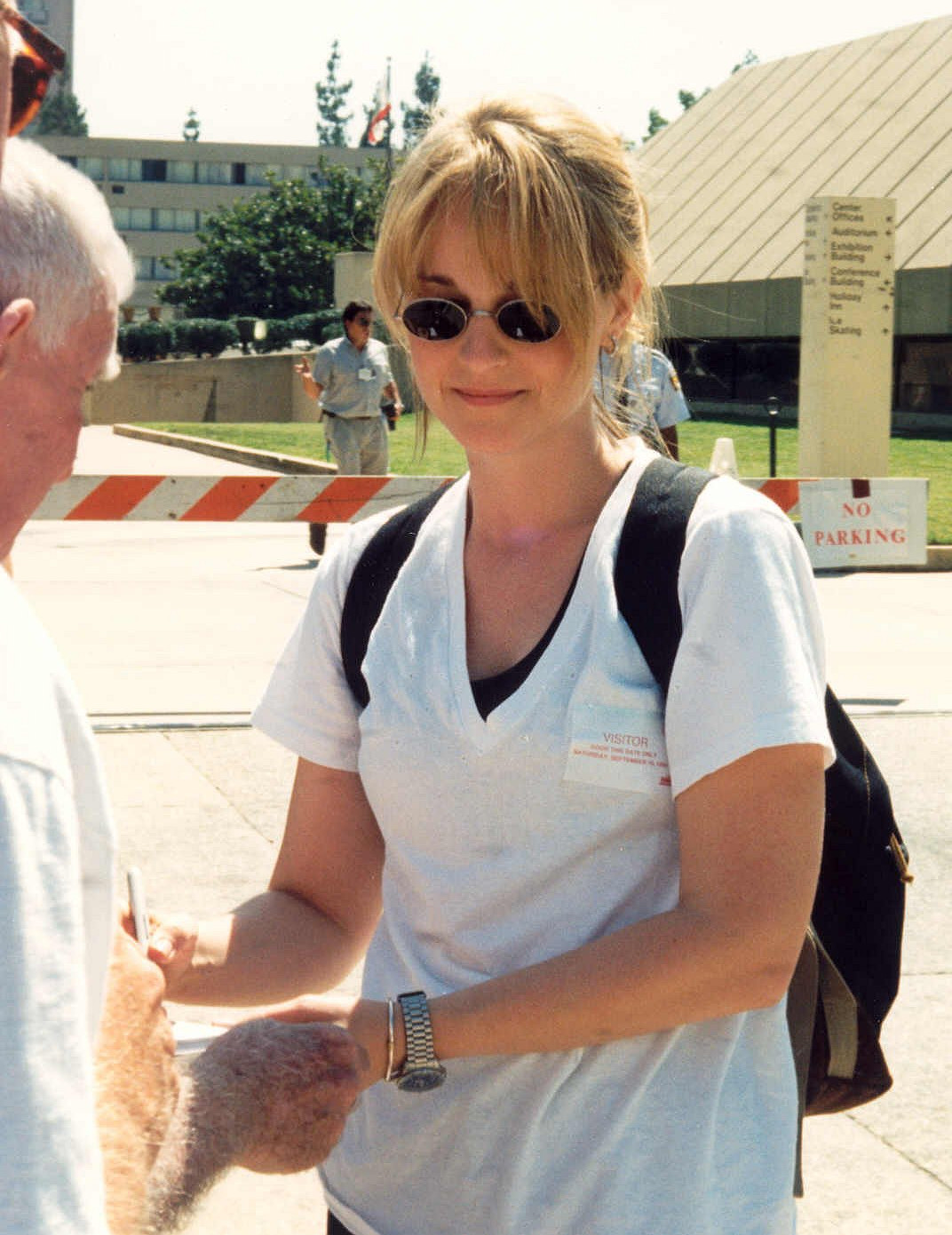
Hunt năm 1994, trước khi diễn tập trong lễ trao giải Emmy

Helen Hunt được công nhận thành đạt trong nghề diễn viên. Năm 1998 cô nối bước Liza Minnelli và Helen Mirren như 3 nữ diễn viên đoạt cả ba Giải Quả cầu vàng, Giải Oscar và Giải Emmy trong cùng năm. Hunt được đề cử cho Giải Primetime Emmy cho nữ diễn viên đóng vai chính xuất sắc - Loạt phim hài 7 năm liên tiếp, từ 1993 tới 1999, và đoạt giải trong 4 năm chót. Cô là nữ diễn viên duy nhất đoạt 4 giải Emmy liên tiếp. và 4 giải Blockbuster Entertainment.

### Truyền hình
| Năm       | Loạt phim                 | Vai diễn              | Ghi chú |
| --------- | ------------------------- | --------------------- | --- |
| 1974      | Amy Prentiss              | Jill Prentiss         | |
| 1975      | The Swiss Family Robinson | Helga                 | |
| 1982      | It Takes Two              | Lisa Quinn            | |
| 1977      | The Fitzpatricks          | Kerry Gerardi         | |
| 1979      | The Bionic Woman          | Princess Aura         | |
| 1984-1986 | St. Elsewhere             | Clancy Williams       | |
| 1991      | My Life and Times         | Rebecca Miller        | |
| 1992-1999 | Mad About You             | Jamie Stemple Buchman | Giải Emmy - 7 để cử (1993-1999), đoạt 4 (1996-1999) Giải Quả cầu vàng - 6 đề cử (1993 - 1998), đoạt 3 (1994, 1995, 1997); Giải của Nghiệp đoàn diễn viên màn ảnh - 1995 |
| 2005      | Empire Falls              | Janine Roby           | |

### Phim
| Năm  | Phim                                                  | Vai diễn                             | Ghi chú |
| ---- | ----------------------------------------------------- | ------------------------------------ | --- |
| 1973 | Pioneer Woman                                         | Sarah Sargeant                       | phim TV |
| 1975 | Death Scream                                          | Teila Rodriguez                      | phim TV |
| 1975 | All Together Now                                      | Susan Lindsay                        | phim TV |
| 1976 | Having Babies                                         | Sharon McNamara                      | phim TV |
| 1977 | The Spell                                             | Kristina Matchett                    | phim TV |
| 1977 | Rollercoaster                                         | Tracy Calder                         | |
| 1979 | Transplant                                            | Janice Hurley                        | phim TV |
| 1981 | Child Bride of Short Creek                            | Naomi                                | phim TV |
| 1981 | CBS Afternoon Playhouse                               | Phoebe                               | I Think I'm Having a Baby                                                                                  |
| 1981 | The Best Little Girl in the World                     |                                      | phim TV |
| 1981 | Angel Dusted                                          | Lizzie Eaton                         | phim TV |
| 1981 | The Miracle of Kathy Miller                           | Kathy Miller                         | phim TV |
| 1982 | Desperate Lives                                       | Sandy Cameron                        | phim TV |
| 1983 | Bill: On His Own                                      | Jenny Wells                          | phim TV |
| 1983 | Quarterback Princess                                  | Tami Maida                           | phim TV |
| 1983 | Choices of the Heart                                  | Cathy                                | phim TV |
| 1984 | Sweet Revenge                                         | Debbie Markham                       | phim TV |
| 1985 | Trancers                                              | Leena                                | |
| 1985 | Waiting to Act                                        | Tracy                                | |
| 1985 | Girls Just Want to Have Fun                           | Lynne Stone                          | |
| 1986 | The Nativity                                          | Mary                                 | giọng nói                                                                                                  |
| 1986 | Peggy Sue Got Married                                 | Beth Bodell                          | |
| 1987 | Project X                                             | Teri                                 | |
| 1988 | Shooter                                               | Tracey                               | phim TV |
| 1988 | Miles from Home                                       | Jennifer                             | |
| 1988 | Stealing Home                                         | Hope Wyatt (thành niên và mang thai) | |
| 1988 | The Frog Prince                                       | Princess Henrietta                   | |
| 1989 | Incident at Dark River                                | Jesse McCandless                     | phim TV |
| 1989 | Next of Kin                                           | Jessie Gates                         | |
| 1991 | Murder in New Hampshire: The Pamela Wojas Smart Story | Pamela Smart                         | phim TV |
| 1991 | Trancers II                                           | Lena Deth                            | |
| 1991 | Into the Badlands                                     | Blossom                              | phim TV |
| 1992 | The Waterdance                                        | Anna                                 | |
| 1992 | Only You                                              | Clare Enfield                        | |
| 1992 | Mr. Saturday Night                                    | Annie Wells                          | |
| 1992 | Bob Roberts                                           | Rose Pondell                         | |
| 1992 | Trancers III                                          | Lena                                 | |
| 1993 | Sexual Healing                                        | Rene                                 | |
| 1993 | In the Company of Darkness                            | Gina Pulasky                         | phim TV |
| 1995 | Kiss of Death                                         | Bev Kilmartin                        | |
| 1996 | Twister                                               | Dr. Jo Harding (Adult)               | |
| 1997 | As Good as It Gets                                    | Carol Connelly                       | Giải Oscar cho nữ diễn viên chính xuất sắc nhất; Giải Quả cầu vàng; Giải của Nghiệp đoàn diễn viên màn ảnh |
| 1998 | Twelfth Night                                         |                                      | phim TV |
| 2000 | Dr. T & the Women                                     | Bree                                 | |
| 2000 | What Women Want                                       | Darcy McGuire                        | |
| 2000 | Pay It Forward                                        | Arlene McKinney                      | |
| 2000 | Cast Away                                             | Kelly Frears                         | |
| 2001 | One Night at McCool's                                 | Truck driver                         | cảnh bị xóa                                                                                                |
| 2001 | The Curse of the Jade Scorpion                        | Betty Ann Fitzgerald                 | |
| 2005 | A Good Woman                                          | Mrs. Erlynne                         | |
| 2006 | Bobby                                                 | Samantha Stevens                     | |
| 2007 | Then She Found Me                                     | April Epner                          | cũng là đồng tác giả kịch bản, đạo diễn & chủ nhiệm                                                        |